# 약독화 백신

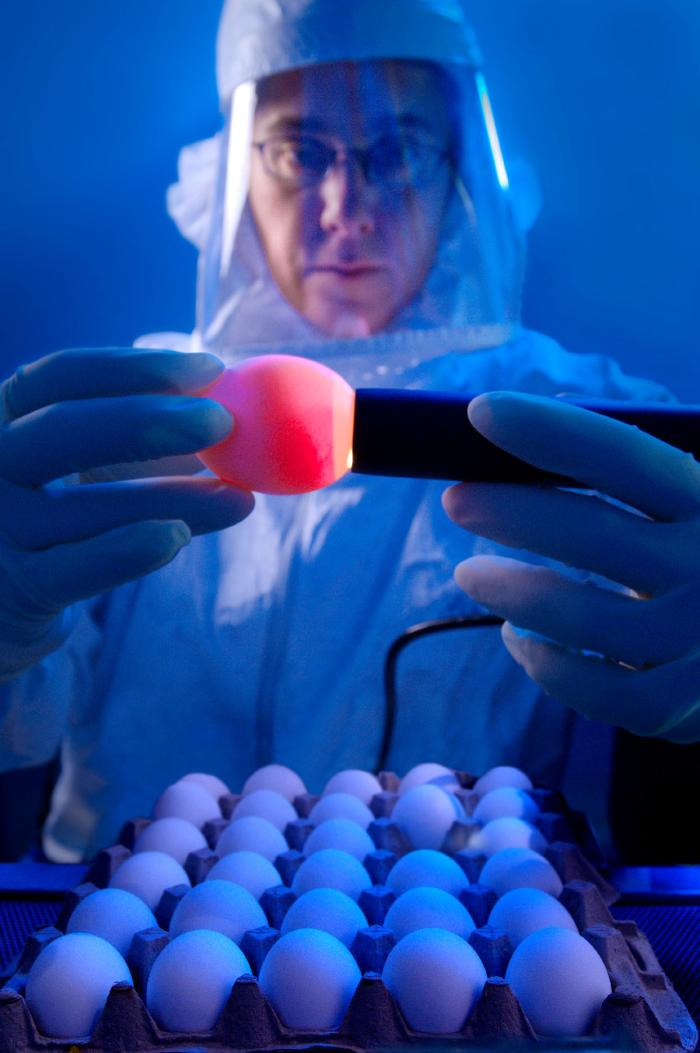

약독화 백신(弱毒化 vaccine, attenuated vaccine) 또는 생백신(영어: live vaccine)은 질병을 일으키는 바이러스나 균의 활동을 둔화시켜 사람의 몸안에서 항체만을 만들어낼 수 있도록 하게 하여 제조되는 백신 중에서 바이러스나 균이 살아있는 백신인데 그 종류로는 수두, MMR, BCG, 로타장염백신 등이 있다.